# Demografia do Amapá
A Demografia do Amapá é domínio de estudos e conhecimentos sobre as características demográficas do território amapaense. Segundo o IBGE, o estado tem uma população de 684.301 habitantes, sendo o vigésimo sexto mais populoso da federação. As cidades mais populosas do Amapá são: Macapá, Santana, Laranjal do Jari, Oiapoque, Mazagão, Porto Grande e Tartarugalzinho. O estado concentra 4% da população da região norte do Brasil, o que resulta numa densidade demográfica de 4,79 hab./km². Em Santana, essa densidade é de 65,2 hab./km².     

## Evolução demográfica
Evolução demográfica do Amapá

## Etnias
Segundo dados referentes a cor/raça obtidos pelo IBGE no Censo de 2010, 65% dos amapaenses são pardos, 24% são brancos, 8,7% são pretos e 1,1% são indígenas. Os 1,2% restantes são amarelos e não declarados.
Um estudo genético realizado em 2010, com base em amostras de 307 indivíduos aleatórios de Macapá, estimou a origem dos genes em 46% europeia, 35% indígena e 19% africana. Outro estudo realizado em 2011, com base em amostras de 130 pessoas diferentes de Macapá, estimou origem 50% europeia, 29% africana e 21% indígena.
Um estudo de 2011 realizado em nove comunidades, das quais três no Amapá (36 pessoas de Mazagão Novo, 24 pessoas de Mazagão Velho e 48 pessoas do Curiaú), investigou a origem paterna com base no cromossomo Y (presente apenas em homens). A ancestralidade masculina em Mazagão Novo foi estimada em 77% europeia, 14% africana e 8% indígena. Em Mazagão Velho, a estimativa de origem é 52% europeia, 44% africana e 2% indígena. No Curiaú, os resultados apontaram origem 73% africana, 17% europeia e 9% indígena.
Um estudo de 2007 realizado 5 comunidades amazônicas, das quais uma no Amapá (33 pessoas de Mazagão Velho), investigou a origem materna com base no DNA mitocondrial (transmitido apenas de mãe para filha). O resultado apontou origem 57% indígena, 36% africana e 3% europeia.
Um estudo de 1999 realizado em duas comunidades amazônicas, das quais uma no Amapá (145 pessoas do Curiaú) apontou ancestralidade 73% africana, 26% europeia e 0% indígena. Outro estudo similar realizado no Curiaú identificou, dentre a ancestralidade africana, origem 50% bantu, 33% Senegal e 17% Benin.
Já uma pesquisa feita em 2013 com 46 amapaenses portadores de anemia falciforme (20 pretos, 18 pardos e 08 brancos) estimou a origem do origem do gene causador da doença em 61% bantu, 26% Benin e 12% Senegal. A publicação também cita outro estudo similar realizado no Curiaú, o qual identificou, dentre a ancestralidade africana, origem 50% bantu, 33% Senegal e 17% Benin. A autora conclui que tais dados são compatíveis com os registros históricos do tráfico transatlântico de africanos escravizados para a Região Norte, os quais indicam predomínio de africanos bantu de Angola, Congo e Moçambique, além da presença bem maior de indivíduos originários da Senegâmbia (Senegal, Guiné-Bissau e Cabo Verde) se comparada com outras regiões do Brasil.

## Principais centros urbanos
- Macapá - capital estadual e o maior município do estado. Concentra o maior numero de habitantes do estado. Sua população já ultrapassa os 400 mil habitantes.
- Santana - segunda maior cidade do estado e concentra o distrito industrial da região metropolitana. Também concentra o maior porto do estado.
- Laranjal do Jari - localiza-se no Sul do Amapá.
- Oiapoque - na fronteira com a Guiana Francesa é um centro turístico do estado.
- Mazagão - beira os 17 mil habitantes e localiza-se no sul do estado.
- Serra do Navio - é uma cidade histórica e o maior polo de extração mineral do estado.

Evolução demográfica de Macapá
Evolução demográfica de Santana
Evolução demográfica de Laranjal do Jari
Evolução demográfica de Porto Grande
Evolução demográfica de Serra do Navio

## Lista de Municípios do Amapá por IDH, População, PIB e Área
|           | Posição | Município        | IDH M | IDH M Renda | IDH M Longevidade | IDH M Educação | População | PIB | Área | IDH semelhante a |
| --------- | ------- | ---------------- | ----- | ----------- | ----------------- | -------------- | --------- | --- | ---- | ---------------- |
| IDH Alto  | 1       | Macapá           | 0.733 |             |                   |                |           |     |      |                  |
| IDH Alto  | 2       | Serra do Navio   |       |             |                   |                |           |     |      |                  |
| IDH Médio | 3       | Santana          | 0.692 |             |                   |                |           |     |      |                  |
| IDH Médio | 4       | Laranjal do Jari |       |             |                   |                |           |     |      |                  |
| IDH Médio | 5       | Oiapoque         |       |             |                   |                |           |     |      |                  |
| IDH Médio | 6       | Ferreira Gomes   |       |             |                   |                |           |     |      |                  |
| IDH Médio | 7       | Calçoene         | 0.643 |             |                   |                |           |     |      |                  |
| IDH Médio | 8       | Amapá            |       |             |                   |                |           |     |      |                  |
| IDH Médio | 9       | Porto Grande     |       |             |                   |                |           |     |      |                  |
| IDH Médio | 10      | Cutias           |       |             |                   |                |           |     |      |                  |

Fonte: Atlas do Desenvolvimento Humano no Brasil ( ONU 2010/2013) >